# Carlos Bonet
Carlos Bonet Cáceres (Asunción, Paraguay; 2 de octubre de 1977) es un exfutbolista paraguayo que jugaba como defensa lateral. Su último equipo fue Deportivo Capiatá.

## Trayectoria
Carlos Bonet es un jugador de fútbol paraguayo que debutó en la temporada de 1997 en el campeonato paraguayo con el Club Sol de América. Un año más tarde jugaría en el fútbol argentino para el Atlético de Rafaela en donde permaneció por tres años. Más tarde regresaría a su país para integrar el Club Libertad con el que se consagra campeón en 3 ocasiones de la liga paraguaya. Además llegó a alcanzar las semifinales en la Copa Libertadores 2006. En 2007 es transferido junto con su compatriota y compañero de equipo Cristian Riveros al Cruz Azul de México. En 2008 obtuvo con este equipo dos subcampeonatos de Primera División en los torneos Clausura y Apertura.
En julio de 2009 retorna una vez más a Paraguay, esta vez para reforzar las filas de Olimpia donde es reconocido por su entrega. El cariño que tenía con la hinchada del Olimpia se lo ganó el 30 de agosto de 2009, disputando el superclásico del Fútbol Paraguayo contra Cerro Porteño por la sexta fecha del Torneo Clausura, en el que con 8 jugadores durante 45 minutos, el Olimpia logró aguantar para no llevarse una goleada en contra, y aunque perdieron, la afición de Olimpia reconoció aplaudiendo de pie el titánico esfuerzo del equipo, destacando la actuación de Carlos Bonet.
El 28 de febrero de 2010 Bonet marca un gol en el superclásico paraguayo que significó el 2 a 2.
A mediados de 2010 firma con el Club Libertad. Con este equipo logra ganar el Torneo Clausura 2010.
En julio de 2012 es contratado por el Club Cerro Porteño.
Al comienzo del 2013 no le fue muy bien al club, acabando 3.os en el Torneo apertura y eliminándose muy tempranamente en Copa Libertadores. Sin embargo en el segundo semestre, el club logra el campeonato del Torneo Clausura de forma Invicta, siendo Bonet gran artífice y capitán.
El 11 de enero de 2017 y tras desvincularse de Cerro Porteño, arregló por un año con el Deportivo Capiatá de la Primera División de Paraguay. 
Disputó en el repechaje de la Copa Libertadores con el deportivo capiatá pero no pudo clasificar en fase de grupos, se quedó hasta el 30 de junio de ese año y en julio firmó por nacional para jugar por un año, jugó en la academia hasta junio de 2018 para luego regresar al deportivo capiatá en donde jugó 6 meses más hasta diciembre. 
En enero de 2019 anunció su retiro del fútbol y en un partido del club cerro porteño se lo homenajeó y se le dio una camiseta con la número 11 la que usaba cuando jugaba en ese equipo . Actualmente es Gerente Deportivo del Club Nacional.

## Selección nacional
Jugó las eliminatorias de los mundiales de Corea/Japón 2002 y Alemania 2006, disputando posteriormente sus respectivas fases finales. También ha estado presente para las de Sudáfrica 2010. Además ha participado en Copa América de Venezuela 2007 y de la edición de 2011.
El 2 de noviembre de 2012 anuncia su retiro voluntario de la selección.

### Participación en Copas del Mundo
| Mundial                        | Sede                  | Resultado        | Partidos | Goles |
| ------------------------------ | --------------------- | ---------------- | -------- | ----- |
| Copa Mundial de Fútbol de 2002 | Corea del Sur y Japón | Octavos de final | 1        | 0     |
| Copa Mundial de Fútbol de 2006 | Alemania              | Primera fase     | 2        | 0     |
| Copa Mundial de Fútbol de 2010 | Sudáfrica             | Cuartos de final | 3        | 0     |

### Participaciones en Copa América
| Copa América      | Sede      | Resultado        | Partidos | Goles |
| ----------------- | --------- | ---------------- | -------- | ----- |
| Copa América 2007 | Venezuela | Cuartos de final | 4        | 0     |

### Goles en la selección
| Resultados | Resultados | Resultados | Resultados | Lugar   | Estadio       | Fecha                   | Tipo     | Gol(es) |
| ---------- | ---------- | ---------- | ---------- | ------- | ------------- | ----------------------- | -------- | ------- |
| Paraguay   | 4          | 2          | Togo       | Teherán | Estadio Azadi | 11 de noviembre de 2005 | Amistoso | 1 gol   |

Para un total de 1 gol

## Clubes
| Club                | País      | Año         |
| ------------------- | --------- | ----------- |
| Sol de América      | Paraguay  | 1995 - 1998 |
| Atlético de Rafaela | Argentina | 1998 - 2002 |
| Libertad            | Paraguay  | 2002 - 2007 |
| Cruz Azul           | México    | 2007 - 2009 |
| Olimpia             | Paraguay  | 2009 - 2010 |
| Libertad            | Paraguay  | 2010 - 2012 |
| Cerro Porteño       | Paraguay  | 2012 - 2016 |
| Deportivo Capiatá   | Paraguay  | 2017        |
| Nacional            | Paraguay  | 2017 - 2018 |
| Deportivo Capiatá   | Paraguay  | 2018        |

### Participaciones en Copas Nacionales
| Copa               | País     | Resultado     | Partidos | Goles |
| ------------------ | -------- | ------------- | -------- | ----- |
| Copa Paraguay 2018 | Paraguay | Por confirmar | 0        | 0     |

## Estadísticas
Datos actualizados a fin de carrera deportiva.
| Atlético de Rafaela Argentina |               |               |     |    |     |     |     |    |
| 2.ª | 2001-02       | 23            | 2   | -  | -   | 23  | 2   |    |
| 2.ª | Total club    | 23            | 2   | 0  | 0   | 23  | 2   |    |
| Libertad Paraguay |               |               |     |    |     |     |     |    |
| 1.ª | 2002          | 32            | 2   | 4  | 0   | 36  | 2   |    |
| 1.ª | 2003          | 27            | 0   | 12 | 2   | 39  | 2   |    |
| 1.ª | 2004          | 4             | 0   | 1  | 0   | 5   | 0   |    |
| 1.ª | 2005          | 26            | 3   | 5  | 0   | 31  | 3   |    |
| 1.ª | 2006          | 26            | 4   | 16 | 3   | 42  | 7   |    |
| 1.ª | 2007          | 6             | 0   | 10 | 1   | 16  | 1   |    |
| 1.ª | C-2010        | 20            | 0   | -  | -   | 20  | 0   |    |
| 1.ª | A-2011        | 13            | 0   | 10 | 0   | 23  | 0   |    |
| 1.ª | C-2011        | 20            | 0   | 6  | 0   | 26  | 0   |    |
| 1.ª | A-2012        | 12            | 0   | 12 | 0   | 24  | 0   |    |
| 1.ª | Total club    | 190           | 9   | 76 | 6   | 266 | 15  |    |
| Cruz Azul · México |               |               |     |    |     |     |     |    |
| 1.ª | A-2007        | 14            | 1   | -  | -   | 14  | 1   |    |
| 1.ª | C-2008        | 23            | 1   | -  | -   | 50  | 1   |    |
| 1.ª | A-2008        | 22            | 0   | 3  | 0   | 25  | 0   |    |
| 1.ª | C-2009        | 15            | 0   | 3  | 0   | 18  | 0   |    |
| 1.ª | Total club    | 74            | 2   | 6  | 0   | 80  | 2   |    |
| Olimpia Paraguay |               |               |     |    |     |     |     |    |
| 1.ª | C-2009        | 15            | 1   | -  | -   | 15  | 1   |    |
| 1.ª | A-2010        | 18            | 3   | -  | -   | 18  | 3   |    |
| 1.ª | Total club    | 33            | 4   | 0  | 0   | 33  | 4   |    |
| Cerro Porteño Paraguay |               |               |     |    |     |     |     |    |
| 1.ª | C-2012        | 14            | 0   | 8  | 1   | 22  | 1   |    |
| 1.ª | A-2013        | 8             | 0   | 3  | 0   | 11  | 0   |    |
| 1.ª | C-2013        | 21            | 0   | 2  | 0   | 23  | 0   |    |
| 1.ª | A-2014        | 13            | 0   | 8  | 0   | 21  | 0   |    |
| 1.ª | C-2014        | 19            | 0   | 8  | 0   | 27  | 0   |    |
| 1.ª | A-2015        | 20            | 0   | 2  | 0   | 22  | 0   |    |
| 1.ª | C-2015        | 23            | 0   | -  | -   | 23  | 0   |    |
| 1.ª | A-2016        | 13            | 0   | 7  | 0   | 20  | 0   |    |
| 1.ª | C-2016        | 8             | 0   | 3  | 0   | 11  | 0   |    |
| 1.ª | Total club    | 139           | 0   | 41 | 1   | 180 | 1   |    |
| Deportivo Capiatá Paraguay |               |               |     |    |     |     |     |    |
| 1.ª | A-2017        | 19            | 0   | 6  | 0   | 25  | 0   |    |
| 1.ª | C-2018        | 11            | 0   | -  | -   | 11  | 0   |    |
| 1.ª | Total club    | 30            | 0   | 6  | 0   | 36  | 0   |    |
| Nacional Paraguay |               |               |     |    |     |     |     |    |
| 1.ª | C-2017        | 13            | 0   | 5  | 0   | 22  | 0   |    |
| 1.ª | A-2018        | 21            | 0   | 2  | 0   | 23  | 0   |    |
| 1.ª | Total club    | 34            | 0   | 7  | 0   | 41  | 0   |    |
| Total carrera | Total carrera | Total carrera | 523 | 17 | 136 | 7   | 663 | 24 |
| (1) Incluye datos de la Copa Sudamericana (2002, 2003, 2004, 2006, 2011, 2012, 2013, 2014, 2015, 2016, 2017, 2018); Copa Libertadores (2003, 2005, 2006, 2007, 2011, 2012, 2013, 2014, 2015, 2016, 2017).; Liga de Campeones de la Concacaf (2008-09). (2) No incluye goles en partidos amistosos. |               |               |     |    |     |     |     |    |

### Selección nacional
| Selección | Año   | Amistoso | Amistoso | Copa América | Copa América | Eliminatorias | Eliminatorias | Copa del Mundo | Copa del Mundo | Total | Total |
| Selección | Año   | PJ       | G        | PJ           | G            | PJ            | G             | PJ             | G              | PJ    | G     |
| --------- | ----- | -------- | -------- | ------------ | ------------ | ------------- | ------------- | -------------- | -------------- | ----- | ----- |
| Paraguay  | 2002  | 5        | 0        | -            | -            | -             | -             | 1              | 0              | 6     | 0     |
| Paraguay  | 2003  | 7        | 0        | -            | -            | 4             | 0             | -              | -              | 11    | 0     |
| Paraguay  | 2004  | -        | -        | -            | -            | 1             | 0             | -              | -              | 1     | 0     |
| Paraguay  | 2005  | 5        | 1        | -            | -            | 3             | 0             | -              | -              | 8     | 0     |
| Paraguay  | 2006  | 5        | 0        | -            | -            | -             | -             | 2              | 0              | 7     | 0     |
| Paraguay  | 2007  | 7        | 0        | 3            | 0            | 2             | 0             | -              | -              | 12    | 0     |
| Paraguay  | 2008  | 3        | 0        | -            | -            | 4             | 0             | -              | -              | 7     | 0     |
| Paraguay  | 2009  | 3        | 0        | -            | -            | 4             | 0             | -              | -              | 7     | 0     |
| Paraguay  | 2010  | 8        | 0        | -            | -            | -             | -             | 3              | 0              | 11    | 0     |
| Paraguay  | 2011  | 2        | 0        | -            | -            | 3             | 0             | -              | -              | 5     | 0     |
| Paraguay  | 2012  | 2        | 0        | -            | -            | 1             | 0             | -              | -              | 3     | 0     |
| Paraguay  | 2013  | -        | -        | -            | -            | 2             | 0             | -              | -              | 2     | 0     |
| Paraguay  | Total | 47       | 1        | 3            | 0            | 24            | 0             | 6              | 0              | 80    | 1     |

### Resumen estadístico
| Competición           | Encuentros | Goles | Promedio |
| --------------------- | ---------- | ----- | -------- |
| Primera División      | 500        | 15    | 0,03     |
| Segunda División      | 23         | 2     | 0,08     |
| Copas Internacionales | 136        | 7     | 0,05     |
| Selección de Paraguay | 80         | 1     | 0,01     |
| Total                 | 743        | 25    | 0,03     |

## Palmarés

### Campeonatos nacionales
| Título               | Club          | País     | Año    |
| -------------------- | ------------- | -------- | ------ |
| Campeonato Paraguayo | Libertad      | Paraguay | 2002   |
| Campeonato Paraguayo | Libertad      | Paraguay | 2003   |
| Campeonato Paraguayo | Libertad      | Paraguay | 2006   |
| Campeonato Paraguayo | Libertad      | Paraguay | 2010-C |
| Campeonato Paraguayo | Cerro Porteño | Paraguay | 2013-C |
| Campeonato Paraguayo | Cerro Porteño | Paraguay | 2015-A |

### Campeonatos internacionales
| Título            | Club      | Sede           | Año  |
| ----------------- | --------- | -------------- | ---- |
| Copa Panamericana | Cruz Azul | Estados Unidos | 2007 |

### Distinciones individuales
| Distinción             | Otorgada por                             | Año  |
| ---------------------- | ---------------------------------------- | ---- |
| Condecoración Especial | Presidencia de la República del Paraguay | 2010 |